# 依西哈拉镇
依西哈拉镇 （维吾尔语：ئىشخىلا بازىرى ），是中华人民共和国新疆维吾尔自治区阿克苏地区库车市下辖的一个乡镇级行政单位。

## 行政区划
依西哈拉镇下辖以下地区：
科克拱拜孜社区、依西哈拉一社区、依西哈拉二社区、喀格其社区、玉斯屯比加克社区、托万比加克社区、麻扎埔坦社区、库木艾日克社区、夏玛勒巴格社区、库特鲁克欧尔达社区、多来提巴格社区和阿热买里社区。